# Brachythecium cirriphylloides
Brachythecium cirriphylloides är en bladmossart som beskrevs av Mcfarland 1992. Brachythecium cirriphylloides ingår i släktet gräsmossor, och familjen Brachytheciaceae. Inga underarter finns listade i Catalogue of Life.